# Мошки (Торжоцький район)
Мошки (рос. Мошки) — присілок в Торжоцькому районі Тверської області Російської Федерації.
Населення становить 556 осіб. Входить до складу муніципального утворення Мошковське сільське поселення.

## Історія
Від 2005 року входить до складу муніципального утворення Мошковське сільське поселення.

## Населення
| 1859 | 1884 | 1920 | 1997 | 2002 | 2010 |
| ---- | ---- | ---- | ---- | ---- | ---- |
| 472  | ↗559 | ↗632 | ↘552 | ↘511 | ↗556 |